# 朱鍾鉉
晉莊王朱鍾鉉（1428年—1502年）是明朝晉憲王朱美圭之子。他在正統六年六月封榆社王。正統七年襲封晉王。朱鍾鉉在弘治十五年死，諡號晉莊王，因嫡長子朱奇源（追封為晉靖王）及孫朱表榮（追封為晉懷王）早已去世，所以由他的曾孫晉端王朱知烊繼承他。

## 家庭

### 妻妾
- 王妃王氏
- 夫人张氏，生朱奇渶
- 夫人王氏，生朱奇溶、朱奇瀴

### 子女

#### 子
1. 晉靖王 朱奇源
2. 義寧榮康王 朱奇渶
3. 河中悼懷王 朱奇溶
4. 襄陰安惠王 朱奇瀴

| 無 原因：明政府封之 | 明榆社國國王 1441年－1442年 | 無 原因：襲封晉國，封國廢除 |
| 前任： 父憲王朱美圭 | 明晉國國王 1442年－1502年   | 繼任者： 曾孫端王朱知烊     |